# Cassandra Eason
Cassandra Eason (Inglaterra, 8 de março de 1948) é uma escritora britânica.
Escrevendo principalmente sobre temas místicos e de neopaganismo, Eason se auto-intitula bruxa e psíquica. Autora de mais de 60 livros, teve vários deles traduzidos e publicados em vários países como Japão, China, Rússia, Alemanha, Portugal, Espanha e França. É considerada um dos grandes nomes dentro da comunidade neopagã e mística.

## Biografia
Eason nasceu na Inglaterra em 1948. Vinda de uma família extremamente religiosa, temas como bruxaria, ocultismo e paganismo não entravam em sua casa. Com formação em psicologia, Eason foi professora universitária assistente por vários anos.
Após dez anos como professora, seu marido sofreu um acidente de moto que teria sido previsto pelo filho do casal de apenas 3 anos na época. Seu marido não se machucou, mas segundo Eason, o relógio da motocicleta parou no exato momento em que seu filho teria feito a previsão. Isso suscitou uma mudança de carreira para Eason, que começou a estudar o fenômeno psíquico, principalmente em crianças.
O resultado de tal estudo levou ao livro The Psychic Power of Children (1990), o primeiro entre os mais de sessenta livros de Eason. O livro foi um sucesso e estabeleceu a autora no meio literário de misticismo e ocultismo.
Seus livros foram serializados em vários jornais e revistas como o Daily Mirror, People, Daily Mail, Fate and Fortune, Prediction, entre outros. Foi colunista da revista feminina Best e da Writer News, além de ter dado cursos mensais para a revista Beyond na área de psiquismo e ocultismo.
Eason foi convidada do programa Unsolved Mysteries do canal NBC. No Reino Unido teve sua própria minissérie semanal, Sixth Sense, no canal a cabo United Artists por vários anos. Foi analista de sonhos para o Canal 4 nas temporadas 3 e 4 do Big Brother Reino Unido.

## Vida pessoal
Eason tem cinco filhos e quatro netos. Mora na área rural da Ilha de Wight, na costa sul da Inglaterra.

## Principais obras
- The Psychic Power of Children (1990)
- Every Woman a Witch (1996)
- Mammoth Book of Ancient Wisdom (1997)
- Encyclopaedia of Magic and Ancient Wisdom (2000)
- A Complete Guide to Fairies and Magical Beings (2001)
- A Practical Guide to Witchcraft and Magickal Spells (2001)
- Complete Guide to Divination (2002)
- The Complete Guide to Psychic Development (2003)
- The Modern Day Druidess (2003)
- The Art of the Pendulum (2005)
- The Illustrated Directory of Healing Crystals (2005)
- Scrying the Secrets of the Future (2006)
- The New Crystal Bible (2010)
- The Complete Crystal Handbook (2010)
- A Spell a Day (2014)
- The Complete Crystal Bible (2015)